# Softmax-Funktion
In der Mathematik ist die sogenannte Softmax-Funktion oder normalisierte Exponentialfunktion:198 eine Verallgemeinerung der logistischen Funktion, die einen {\displaystyle K}-dimensionalen Vektor {\displaystyle \mathbf {z} } mit reellen Komponenten in einen {\displaystyle K}-dimensionalen Vektor {\displaystyle \sigma (\mathbf {z} )} ebenfalls als Vektor reeller Komponenten in den Wertebereich {\displaystyle (0,1)} transformiert, wobei sich die Komponenten zu {\displaystyle 1} aufsummieren. Der Wert {\displaystyle 1} kommt nur im Sonderfall {\displaystyle K=1} vor. Die Funktion ist gegeben durch:
{\displaystyle \sigma :\mathbb {R} ^{K}\to (0,1)^{K}}
{\displaystyle \sigma (\mathbf {z} )_{j}={\frac {e^{z_{j}}}{\sum _{k=1}^{K}e^{z_{k}}}}}    für j = 1, …, K.
In der Wahrscheinlichkeitstheorie kann die Ausgabe der Softmax-Funktion genutzt werden, um eine kategoriale Verteilung – also eine Wahrscheinlichkeitsverteilung über {\displaystyle K} unterschiedliche mögliche Ereignisse – darzustellen. Tatsächlich entspricht dies der gradient-log-Normalisierung der kategorialen Wahrscheinlichkeitsverteilung. Somit ist die Softmax-Funktion der Gradient der LogSumExp-Funktion.
Die Softmax-Funktion wird in verschiedenen Methoden der Multiklassen-Klassifikation verwendet, wie bspw. bei der multinomialen logistischen Regression (auch bekannt als Softmax-Regression):206–209, der multiklassen-bezogenen linearen Diskriminantenanalyse, bei naiven Bayes-Klassifikatoren und künstlichen neuronalen Netzen. Insbesondere in der multinomialen logistischen Regression sowie der linearen Diskriminantenanalyse entspricht die Eingabe der Funktion dem Ergebnis von {\displaystyle K} distinkten linearen Funktionen, und die ermittelte Wahrscheinlichkeit für die {\displaystyle j}-te Klasse gegeben ein Stichprobenvektor {\displaystyle x} und einem Gewichtsvektor {\displaystyle w} entspricht:
{\displaystyle P(y=j\mid \mathbf {x} )={\frac {e^{\mathbf {x} ^{\mathsf {T}}\mathbf {w} _{j}}}{\sum _{k=1}^{K}e^{\mathbf {x} ^{\mathsf {T}}\mathbf {w} _{k}}}}}
Dies kann angesehen werden als Komposition von {\displaystyle K} linearen Funktionen {\displaystyle \mathbf {x} \mapsto \mathbf {x} ^{\mathsf {T}}\mathbf {w} _{1},\ldots ,\mathbf {x} \mapsto \mathbf {x} ^{\mathsf {T}}\mathbf {w} _{K}} und der Softmax-Funktion (wobei {\displaystyle \mathbf {x} ^{\mathsf {T}}\mathbf {w} } das innere Produkt von {\displaystyle \mathbf {x} } und {\displaystyle \mathbf {w} } bezeichnet). Die Ausführung ist äquivalent zur Anwendung eines linearen Operators definiert durch {\displaystyle \mathbf {w} } bei Vektoren {\displaystyle \mathbf {x} }, so dass dadurch die originale, möglicherweise hochdimensionale Eingabe in Vektoren im {\displaystyle K}-dimensionalen Raum {\displaystyle \mathbb {R} ^{K}} transformiert wird.

## Zusammenhang zur Logit-Funktion

Logistische Funktion

Bei der binären logistischen Regression benötigt man zur vollständigen Beschreibung lediglich die Wahrscheinlichkeit einer Klasse: {\displaystyle P(Y=1)=1-P(Y=0)}.
Für zwei Klassen ist die Softmax-Funktion:
{\displaystyle \sigma (\mathbf {z} )_{j}={\frac {e^{z_{j}}}{e^{z_{1}}+e^{z_{2}}}}}    für j = 1, 2 und {\displaystyle \sigma (\mathbf {z} )_{2}=1-\sigma (\mathbf {z} )_{1}}.
Da die {\displaystyle z_{j}} um eine beliebige Konstante verschoben werden können ohne das Ergebnis zu ändern, gilt: 
{\displaystyle \sigma (\mathbf {z} )_{1}={\frac {e^{z_{1}}}{e^{z_{1}}+e^{z_{2}}}}={\frac {e^{z_{1}}}{e^{z_{1}}+e^{z_{2}}}}\underbrace {\frac {e^{-z_{2}}}{e^{-z_{2}}}} _{1}={\frac {e^{z_{1}}e^{-z_{2}}}{e^{z_{1}}e^{-z_{2}}+1}}={\frac {e^{\tilde {z}}}{e^{\tilde {z}}+1}}=\operatorname {logit} ^{-1}({\tilde {z}}),}
mit {\displaystyle {\tilde {z}}=z_{1}-z_{2}} und der Inversen der Logit-Funktion.

## Alternativen
Softmax erzeugt Wahrscheinlichkeitsvorhersagen, welche über ihrem Träger dicht besetzt sind. Andere Funktionen wie sparsemax oder {\displaystyle \alpha }-entmax können benutzt werden, wenn dünn besetzte Wahrscheinlichkeitsvorhersagen erzeugt werden sollen.